# 西伯利亚的理发师
《西伯利亚的理发师》（法語：Le barbier de Sibérie）是一部1998年俄罗斯-法国-意大利-捷克电影，由尼基塔·米哈尔科夫执导。
2000年获俄罗斯联邦国家奖 。

## 情节
这部电影有两个故事线索。第一个是俄罗斯，1885 年，亚历山大三世在位期间。独特的西伯利亚理发机的外国发明者道格拉斯·麦克拉肯来到俄罗斯。为了获得支持，他请美国冒险家简·卡拉根（Jane Calagen）冒充他的女儿，以帮助获得该项目与俄罗斯官员的联系，特别是与尼古拉·卡尔洛维奇·拉德洛夫将军的联系。但是第一个偶然遇见简的俄罗斯人是帝国军事学校的学员安德烈·托尔斯泰。
安德烈和简之间发展了爱情关系，而拉德洛夫将军不管年龄差距，决定向简求婚。托尔斯泰与其争风吃醋，导致他流放西伯利亚，与心爱的人分离。
第二个故事线索是1905 年的美国夏季军事训练营。一名军营的学员因为将奥地利作曲家沃尔夫冈·阿玛迪斯·莫扎特的肖像挂在床上，而被教育程度低的、绰号“疯狗”的奥利里中士讥讽。学员拒绝对这位伟大的作曲家说出冒犯性的短语导致中士和学员之间发生冲突，他原来是安德烈·托尔斯泰和简的儿子。

## 荣誉
- 这部电影的创作者是导演尼基塔·米哈尔科夫、编剧鲁斯塔姆·伊布拉吉姆别科夫、摄影指导帕维尔·列别舍夫、制作设计师弗拉基米尔·阿罗宁、服装设计师娜塔莉亚·伊万诺娃、作曲家爱德华·阿尔特米耶夫、演员弗拉基米尔·伊林、奥列格·缅希科夫、阿列克谢·佩特连科、执行制片人列昂尼德·韦列夏金- 1999年获俄罗斯联邦国家文学艺术奖。
- Vladimir Ilyin在“最佳配角”类别中获得“金白羊座”奖[2] 。

该影片曾被奥斯卡提名。但在 1999 年，由于影片在 2 月才完成拍摄，在截止日期前未在俄罗斯商业发布而被取消资格 。制片者试图在莫斯科的扎里亚季耶（俄语Зарядье）影院进行为期一周的试映，但这一消息很快在美国媒体中传播开来。当时有人指出，这部电影可能会同时获得几个奥斯卡奖项，因为它主要是用英语拍摄的 。

## 趣闻
- 影片的一部分是在戈尔巴托夫和科斯特罗马市周边拍摄的。
- 美国夏季军事训练营的风景在塞图巴尔半岛南部的捷克共和国和葡萄牙拍摄。
- 为了电影的拍摄效果，应米哈尔科夫向俄罗斯总统叶利钦提出的要求，从瓦西里耶夫斯普斯克可以看到的克里姆林宫红星灯光被关闭了10个小时，还铺设了通过伊伯利亚门的铁轨马车轨道。在此之前，克里姆林宫红星的灯光只在苏德战争初期关掉过一次。 [4] [5]